# Avega Group
Avega Group är ett konsultföretag inom digital transformation. företaget grundades år 2000 och är sedan 2017 ett dotterbolag till TietoEVRY. Avega Group har kontor i Stockholm, Göteborg och Malmö.

## Historia
Avega Group grundades i december 2000 av Jan Rosenholm och Lars-Erik Eriksson. 
Avega Group avnoterades från Stockholmsbörsen i januari 2018 efter det att Tieto förvärvat bolaget.